# Szuperkoncert Illés-Metro-Omega
2001. június 2-án a három legendás együttes, az Illés, a Metro és az Omega tartott koncertet a budapesti Népstadionban.
A koncertről DVD-lemezt adtak ki, melynek 1. lemeze az Illés, a második a Metro, a harmadik pedig az Omega elhangzott számait tartalmazza.

## Illés

### Dalok
Minden dal Szörényi Levente és Bródy János szerzeménye, kivéve azok, ahol a szerzőség jelölve van.
1. Ne gondold
2. Óh, mondd
3. Légy jó kicsit hozzám
4. Kéglidal
5. Az ész a fontos, nem a haj (Szörényi Szabolcs-Bródy János)
6. Óh, kisleány  (Illés Lajos-Bródy János)
7. Sárika (Szörényi Szabolcs-Bródy János)
8. Az utcán
9. Még fáj minden csók
10. Amikor én még kissrác voltam
11. Keresem a szót
12. Miért hagytuk, hogy így legyen (Illés Lajos-Bródy János)
13. Good Bye London
14. Little Richard
15. Finálé

### Közreműködők
- Illés Lajos – billentyű, ének
- Szörényi Levente – ének, gitár, vokál
- Szörényi Szabolcs – ének, basszusgitár, vokál
- Bródy János – gitár, furulya, billentyű, ének
- Pásztory Zoltán – dob, ütőhangszerek

## Metro

### Dalok
Minden dal Schöck Ottó és Sztevanovity Dusán szerzeménye, kivéve azok, ahol a szerzőség jelölve van.
1. Buona Sera (Louis Prima)
2. Édes évek (Sztevanovity Zorán – S. Nagy István)
3. Pár csepp méz
4. Mi fáj? (Nikolics Ottó – Boros János)
5. Ne szólj rám
6. Gyémánt és arany
7. Egy szót se szólj
8. Dohányfüstös terem
9. Hómadár
10. Ülök egy rózsaszínű kádban
11. Citromízű banán (Frenreisz Károly – Sztevanovity Dusán)
12. Mária volt (Sztevanovity Zorán – Sztevanovity Dusán)
13. Kócos ördögök (Sztevanovity Zorán – Sztevanovity Dusán)
14. Finálé

### Közreműködők
- Sztevanovity Zorán – gitár, ének
- Sztevanovity Dusán – ritmusgitár
- Frenreisz Károly – basszusgitár, ének
- Fogarasi János – billentyűs hangszerek
- Brunner Győző – dob, ütőhangszerek
- Veszelinov András – dob, ütőhangszerek

valamint
- Szűcs Antal Gábor – gitár
- Pálvölgyi Géza – billentyűs hangszerek
- Horváth Kornél – ütőhangszerek
- Elek István, Muck Ferenc, Csizmadia Gábor, Almási Attila – fúvós hangszerek
- Magyar Hajni, Nádasi Veronika, Óvári Éva – vokál

## Omega

### Dalok
1. Petróleumlámpa (Presser Gábor – Adamis Anna)
2. Addig élj (Molnár György – Kóbor János)
3. Léna (Omega – Várszegi Gábor)
4. Napot hoztam, csillagot (Omega – Sülyi Péter)
5. Őrültek órája (Omega – Várszegi Gábor)
6. Éjféli koncert (Omega – Sülyi Péter)
7. Tízezer lépés (Presser Gábor – Adamis Anna)
8. Nem tudom a neved (Mihály Tamás – Kóbor János – Sülyi Péter)
9. Gyöngyhajú lány (Presser Gábor – Adamis Anna)
10. Finálé

### Közreműködők
- Benkő László – billentyűs hangszerek
- Debreczeni Ferenc – dob, ütőhangszerek
- Kóbor János – ének
- Mihály Tamás – basszusgitár, ének
- Molnár György – gitár

valamint
- Szekeres Tamás – gitár
- Gömöry Zsolt – billentyűs hangszerek
- Demeter György, Vértes Attila – vokál

## Finálé
A koncertet a három együttes közös egyvelege zárta, amely mindhárom DVD-re felkerült. Az elhangzott dalok:
- Kócos ördögök
- Régi csibészek (Presser Gábor – Adamis Anna)
- Kéglidal
- Citromízű banán
- Az utcán
- Ha én szél lehetnék (Presser Gábor – Adamis Anna)

Közreműködtek:
- Illés Lajos – csörgő
- Szörényi Levente – gitár, ének
- Szörényi Szabolcs – basszusgitár, ének
- Bródy János – ritmusgitár
- Pásztory Zoltán – dob, ütőhangszerek
- Sztevanovity Zorán – gitár, ének
- Sztevanovity Dusán – ritmusgitár
- Frenreisz Károly – basszusgitár, ének
- Fogarasi János – billentyűs hangszerek
- Brunner Győző – dob, ütőhangszerek
- Veszelinov András – taps
- Benkő László – billentyűs hangszerek
- Debreczeni Ferenc – dob, ütőhangszerek
- Kóbor János – ének
- Mihály Tamás – basszusgitár
- Molnár György – gitár
- Szekeres Tamás – gitár
- Gömöry Zsolt – billentyűs hangszerek

## Külső hivatkozások
- Információk a Szuperkoncert hivatalos honlapján